# Франческо ди Джорджо
Франческо ди Джорджо Мартини (на италиански: Francesco di Giorgio Martini; * септември 1439, Сиена, † 29 ноември 1501, пак там) е италиански ренесансов художник, скулптор, архитект, изобретател и военен инженер. Представител е на Сиенската школа.

## Характеристика
Франческо ди Джорджо е най-влиятелната фигура в художествения процес на Сиена през втората половина на XV век. Неговата разностранна и надарена творческа натура се проявява в различни области на изобразителното изкуство, а неговата дейност обхваща много видове изкуства и науки. Неговата универсалност е пример за младия Леонардо да Винчи. Той е с 13 години по-голям от Леонардо, затова го считат за предшественик на великия художник, и образец за него. Той е прославен от Джовани Санти в стихове, написани в чест на херцог Федерико да Монтефелтро, а историкът на изкуствата Джорджо Вазари оставя за него кратка биография.

## Живопис
Неговото ученичество в ателието на Векиета се счита почти несъмнено. Джорджо Вазари, в „Жизнеописанията“, издадена през 1568 година, съобщава за тяхна съвместна работа. Ранното творчество на Франческо ди Джорджо, е представено от малко творби.
Към този период се отнасят също три таволета, изписани от Франческо за сиенската хазна, „Бикерна“ – „Папа Пий II посвещава в епископ Франческо Пиколомини Тедескини“ (1460 г.), „Коронясване на Пий II“ (1460 – 62) и „Мадона дел Теремото“ (или Мадона, защитаваща Сиена от земетресения. 1467 г. Сиена, Градски архив.) – всички се съхраняват в градския архив на Сиена. Особено любопитно е последното произведение. Съгласно хрониките, август-септември 1467 година в Сиена става земетресение, и изплашените жители са живели в лагер извън градските стени. Хронистът Джироламо Джили твърди, че самата Богородица е устроила това нещастие (тогава подобни природни катаклизми са считани за наказание от божествените сили за греховете на хората, които могат да се отстранят само с молитва). Веднага след земетресението, Мадоната в чуден образ се явява в короната на дъб недалеко от Витербо. Сиенците оценяват това като знак на божествената защита от Мадоната на техния град, и изпращат във Витербо делегация от представители на най-богатите фамилии с дарове. Тези събития служат за източник за създаване на много произведения. Изследователите виждат в картината участие на някакъв асистент на Франческо, и изказват мнение, че на самия майстор принадлежи единствено дизайнерския замисъл, но самата тя е изпълнена от един от сътрудниците му.
Стилът на Франческо ди Джорджо през 1470-80-те години значително се отличава от стила на неговите ранни творби. През 1467 година заедно с Нерочо де Ланди организира ателие, Societas in arte pictoria, в което освен тях работят различни сиенски художници. В документите през 1470-80-те години фигурират имена като Лото ди Доменико, Антонио ди Капитоло и Якопо Коцарели. Изследователите отдавна обръщат внимание, че картините, лично изписани от Франческо, и другите приписвани на него картини, излезли от ателието, имат съществени различия. Особено забележима е разликата между неговата по-„флорентинска“ скулптура и по-„сиенска“ живопис. Италианският изкуствовед Лучано Белози в 1993 году разрешава това противоречие, изказвайки предположение (което вече е общоприето), че „ботегата“ (ателието) на Франческо е организирана по-различно от другите ренесансови ателиета, в която ръководителят участва в произвеждането на картината от началото до края. Франческо, по всяка вероятност, измисля само общия дизайн на картината, респ. сценографията, а изпълнението поръчвал на някой от по-малко изкусните си помощници. Един от тях кръстили дори „Fiduciario“ (Фидуциарио, от фидуциар, доверен помощник), доколкото неговият маниер на изписване регулярно се забелязва в картините на Франческо.
През 1475 година оливетските монаси от манастира „Сан Бенедето“ поръчват на Франческо олтарна картина „Рождество“ (Сиена, Пинакотека). В контракта специално се уговаря, че Франческо ди Джорджо е длъжен да вземе непосредствено участие, и картината да е изпълнена качествено. В сцената „Рождество“ той изписва всички основни фигури на предния план – в тях е видна превъзходна игра на светлината, почерпена от Верокио и нидерландските художници. Останалите части от картината са оставени за довършване на сътрудници от ателието. В картината се забелязва противоречие между превъзходното изпълнение на фигурите според последните флорентински иновации, и зле изпълнената перспектива на пейзажа.

### В двора на Федерико да Монтефелтро
Франческо работи при двора на херцога, което обуславя пристигането тук на различни сиенски художници – Якопо Коцарели и Джовани да Стефано, дърворезбаря Антонио Барили, и, възможно, Пиетро Ориоли. Живописните портрети на Федерико да Монтефелтро, създадени от Франческо, са неизвестни, но той отлива медал с портрет на херцога.
Последното голямо произведение е създадената между 1490 и 1495 години – голяма олтарна картина „Рождество“ за църква Сан Доменико в Сиена, на която може да се видят два ангела, явно заимствани от Сандро Ботичели, и овчари, които изписва вече Бернардино Фунгаи.
Франческо ди Джорджо е погребан 29 ноември 1501 г. в сиенската църква в Осерванца. Предназначената за тази църква картина „Разкъсване дрехите на Христа“ (1501 г., Сиена, Пинакотека), замислена от Франческо, дописва младия Балдасаре Перуци.

### Кавалетни религиозни творби
Художникът създава множество „Мадона с младенеца“. Произведения с такъв сюжет той изписва през целия си живот: „Мадона с два ангела“ (1465 – 70 г., Галерия Лоу, Корал Гейбълс, Флорида), „Мадона с младенеца и светци“ (1469 г., Бостън, Музей за изящни изкуства), „Мадона с двама светци“ (1470 г., Сиена, Пинакотека), „Мадона с младенеца и ангел“ (1471 г., Сиена, Пинакотека), „Мадона с младенеца“ (1472, Авиньон, Пти Пале), „Мадона с младенеца, св. Екатерина и ангели“ (1490, Мадрид, Музей колекция Тисен Борнемис).
- „Мадона с двама светци“
- „Мадона с два ангела“ (1465 – 70 г., Галерия Лоу, Корал Гейбълс, Флорида)
- „Мадона с младенеца“ (1472, Авиньон, Пти Пале)
- „Мадона с младенеца, св. Екатерина и ангели“ (1490, Мадрид, Музей Тисен-Борнемиса)
- „Мадона с младенеца и светци“ (1469 г., Бостън, Музей за изящни изкуства)